# 小林正明 (日本貨物鉄道)
小林 正明（こばやし まさあき、1946年5月15日 - ）は、日本の経営者。

## 経歴
東京都出身。1970年に東京大学法学部を卒業し、同年4月に日本国有鉄道に入社。
東日本旅客鉄道での勤務を経て、2000年6月に日本貨物鉄道に転職し、常務、専務を経て、2006年6月に副社長に就任。2007年6月に社長に就任した。2012年6月からは会長に就任した。